# Ziggy Stardust Tour
Ziggy Stardust Tour — концертный тур Дэвида Боуи, который проходил в Великобритании, Северной Америке и Японии в 1972—1973 годах и был посвящён продвижению альбомов The Rise and Fall of Ziggy Stardust and the Spiders from Mars и Aladdin Sane.

## Музыканты
- Дэвид Боуи (Зигги Стардаст) – вокал, гитара, гармоника
- Мик Ронсон – гитара, вокал
- Тревор Болдер – бас-гитара
- Мик Вудманси – ударные
- Мэтью Фишер – пианино (20 апрель 1972  – 27 май 1972)
- Робин Ламли – пианино (21 января 1972  – 15 мюля 1972)
- Никки Грэхам – пианино (1 Aug 1972  – 7 сентября 1972)
- Майк Гарсон – пианино, меллотрон, орган (22 сентября 1972 – конец тура)
- Джон Хатчинсон – ритм-гитара, 12-струнная акустическая гитара (8 апреля 1973  – 20 апрель 1973  – 3 июль 1973)
- Эйнсли Данбар – дополнительные барабаны (8 апреля 1973  – 20 апреля 1973)
- Джеффри А. Маккормак – бэк-вокал, перкуссия (19 января 1973 – конец тура)
- Кен Фордхэм – саксофон (19 января 1973 – конец тура)
- Брайан Уилшоу – саксофон, флейта (19 января 1973 – конец тура)

## Расписание концертов
- 29/01/72 Эйлсбери, Borough Assembly Hall, Англия
- 10/02/72 Лондон, Tolworth, Toby Jug, Англия
- 12/02/72 Лондон, Imperial College, Англия
- 14/02/72 Брайтон, Dome, Англия
- 18/02/72 Шеффилд, University Rag, Англия
- 23/02/72 Чичестер, Chichester College, Англия
- 24/02/72 Лондон, Wallington, Public Hall, Англия
- 25/02/72 Лондон, Eltham, Avery Hill College, Англия
- 26/02/72 Саттон, Coldfield, Belfry Hotel, Англия
- 01/03/72 Бристоль, University, Англия
- 04/03/72 Портсмут, Southsea Pier Pavilion, Англия
- 07/03/72 Йовил, Yeovil College, Англия
- 11/03/72 Саутгемптон, Guild Hall, Англия
- 14/03/72 Борнмут, Chelsea Village, Англия
- 18/03/72 Бирмингем, Town Hall, Англия
- 24/03/72 Ньюкасл, Mayfair Ballroom, Англия
- 20/04/72 Харлоу, The Playhouse, Англия
- 21/04/72 Манчестер, Free Trade Hall, Англия
- 30/04/72 Плимут, Guild Hall, Англия
- 03/05/72 Аберистуит, University, Уэльс
- 06/05/72 Лондон, Kingston Polytechnic, Англия
- 07/05/72 Хемел Хепстед, Pavilion, Англия
- 11/05/72 Уортинг, Assembly Hall, Англия
- 12/05/72 Вестминстерский университет, Англия
- 13/05/72 Слау, Technical College, Англия
- 19/05/72 Оксфорд, Polytechnic, Англия
- 25/05/72 Борнмут, Chelsea Village, Англия
- 27/05/72 Эпсом, Ebbisham, Англия
- 02/06/72 Ньюкасл, City Hall, Англия
- 03/06/72 Ливерпуль, Stadium, Англия
- 04/06/72 Престон, Public Hall, Англия
- 06/06/72 Брэдфорд, St George’s Hall, Англия
- 07/06/72 Шеффилд, City Hall, Англия
- 08/06/72 Мидлсбро, Town Hall, Англия
- 13/06/72 Бристоль, Colston Hall, Англия
- 16/06/72 Торки, Town Hall, Англия
- 17/06/72 Оксфорд, Town Hall, Англия
- 19/06/72 Саутгемптон, Civic Centre, Англия
- 21/06/72 Данстэбл, Civic Hall, Англия
- 25/06/72 Croydon, Greyhound, Англия
- 01/07/72 Уэстон-сьюпер-Мэр, Winter Gardens Pavilion, Англия
- 02/07/72 Торки, Rainbow Pavilion, Англия
- 08/07/72 Лондон, Royal Festival Hall, Англия
- 15/07/72 Эйлсбери, Friars Borough Hall, Англия
- 19/08/72 Лондон, Rainbow Theatre, Англия
- 20/08/72 Лондон, Rainbow Theatre, Англия
- 27/08/72 Бристоль, Locarno Electric Village, Англия
- 30/08/72 Лондон, Rainbow Theatre, Англия
- 31/08/72 Боскомб, Royal Ballroom, Англия
- 01/09/72 Донкастер, Top Rank Suite, Англия
- 02/09/72 Манчестер, Hard Rock, Англия
- 03/09/72 Манчестер, Hard Rock, Англия
- 04/09/72 Ливерпуль, Top Rank Suite, Англия
- 05/09/72 Сандерленд, Top Rank Suite, Англия
- 06/09/72 Шеффилд, Top Rank Suite, Англия
- 07/09/72 Ханли, Stoke-On-Trent, Top Rank Suite, Англия
- 22/09/72 Кливленд, Огайо, Music Hall, США
- 24/09/72 Мемфис, Теннеси, Ellis Auditorium, США
- 28/09/72 Нью-Йорк, Нью-Йорк, Carnegie Hall, США
- 01/10/72 Бостон, Массачусетс , Music Hall, США (Aladdin Sane 30th Anniversary 2CD Edition)
- 07/10/72 Чикаго, Иллинойс, Auditorium Theater, США
- 08/10/72 Детройт, Мичиган, Fisher Theater, США
- 11/10/72 Сент-Луис, Миссури, Kiel Auditorium, США
- 15/10/72 Канзас-Сити, Канзас, Memory Hall, США
- 20/10/72 Лос-Анджелес, Калифорния, Santa Monica Civic Auditorium, США (Aladdin Sane 30th Anniversary 2CD Edition, Live Santa Monica '72)
- 21/10/72 Лос-Анджелес, Калифорния, Santa Monica Civic Auditorium, США
- 27/10/72 Сан-Франциско, Калифорния, Winterland Auditorium, США
- 28/10/72 Сан-Франциско, Калифорния, Winterland Auditorium, США
- 01/11/72 Сиэтл, Вашингтон, Paramount Theater, США
- 04/11/72 Феникс, Аризона, Celebrity Theater, США
- 11/11/72 Даллас, Техас, Majestic Theater, США
- 12/11/72 Хьюстон, Техас, Music Hall, США
- 14/11/72 Новый Орлеан, Луизиана, Layola University, США
- 17/11/72 Майами, Флорида, Jai Alai Fronton, США
- 20/11/72 Нашвилл, Теннеси, The Municipal Auditorium, США
- 22/11/72 Новый Орлеан, Луизиана, The Warehouse, США
- 25/11/72 Кливленд, Огайо, Public Auditorium, США (Aladdin Sane 30th Anniversary 2CD Edition)
- 26/11/72 Кливленд, Огайо, Public Auditorium, США
- 28/11/72 Питтсбург, Пенсильвания, Stanley Theater, США
- 30/11/72 Филадельфия, Пенсильвания, Tower Theater, США
- 01/12/72 Филадельфия, Пенсильвания, Tower Theater, США
- 02/12/72 Филадельфия, Пенсильвания, Tower Theater, США
- 23/12/72 Лондон, Rainbow Theatre, Англия
- 24/12/72 Лондон, Rainbow Theatre, Англия
- 28/12/72 Манчестер, Hard Rock, Англия
- 29/12/72 Манчестер, Hard Rock, Англия[2]
- 05/01/73 Глазго, Green’s Playhouse, Шотландия
- 06/01/73 Эдинбург, Empire Theatre, Шотландия
- 07/01/73 Ньюкасл, City Hall, Англия
- 09/01/73 Престон, Guild Hall, Англия
- 14/02/73 Нью-Йорк, Нью-Йорк, Radio City Music Hall, США
- 15/02/73 Нью-Йорк, Нью-Йорк, Radio City Music Hall, США
- 16/02/73 Филадельфия, Пенсильвания, Tower Theater, США
- 17/02/73 Филадельфия, Пенсильвания, Tower Theater, США (2 концерта)
- 18/02/73 Филадельфия, Пенсильвания, Tower Theater, США (2 концерта)
- 19/02/73 Филадельфия, Пенсильвания, Tower Theater, США (2 концерта)
- 23/02/73 Нашвилл, Теннеси, War Memorial Auditorium, США
- 26/02/73 Мемфис, Теннеси, Ellis Auditorium, США (2 концерта)
- 01/03/73 Детройт, Мичиган, Masonic Temple, США
- 02/03/73 Детройт, Мичиган, Masonic Temple, США
- 10/03/73 Лос-Анджелес, Калифорния, Long Beach Arena, США
- 12/03/73 Лос-Анджелес, Калифорния, Hollywood Palladium, США
- 08/04/73 Токио, Shinjuku Koseinenkin Kaikan, Япония
- 10/04/73 Токио, Shinjuku Koseinenkin Kaikan, Япония
- 11/04/73 Токио, Shinjuku Koseinenkin Kaikan, Япония
- 12/04/73 Нагоя, Kokaido, Япония
- 14/04/73 Хиросима, Yubin Chokin Kaikan, Япония
- 16/04/73 Кобе, Kobe Kokusai Kaikan, Япония
- 17/04/73 Осака, Koseinenkin Kaikan, Япония
- 18/04/73 Токио, Shibuya Kokaido, Япония
- 20/04/73 Токио, Shibuya Kokaido, Япония
- 12/05/73 Лондон, Earl’s Court, Англия
- 16/05/73 Абердин, Music Hall, Шотландия
- 17/05/73 Данди, Caird Hall, Шотландия
- 18/05/73 Глазго, Green’s Playhouse, Шотландия (2 концерта)
- 19/05/73 Эдинбург, Theatre, Шотландия
- 21/05/73 Норидж, Theatre Royal, Англия (2 концерта)
- 22/05/73 Ромфорд, Odeon Theatre, Англия
- 23/05/73 Брайтон, Dome, Англия
- 24/05/73 Луишем, Odeon, Англия
- 25/05/73 Борнмут, Winter Gardens, Англия
- 27/05/73 Гилфорд, Civic Hall, Англия (2 концерта)
- 28/05/73 Вулвергемптон, Civic Hall, Англия
- 29/05/73 Ханли, Victoria Hall, Англия
- 30/05/73 Оксфорд, New Theatre, Англия
- 31/05/73 Блэкберн, King George’s Hall, Англия
- 01/06/73 Брэдфорд, St George’s Hall, Англия
- 03/06/73 Ковентри, New Theatre, Англия
- 04/06/73 Вустер, Gaumont, Англия
- 06/06/73 Шеффилд, City (Oval) Hall, Англия (2 концерта)
- 07/06/73 Манчестер, Free Trade Hall, Англия (2 концерта)
- 08/06/73 Ньюкасл, City Hall, Англия (2 shows)
- 09/06/73 Престон, Guild Hall, Англия
- 10/06/73 Ливерпуль, Empire Theatre, Англия (2 концерта)
- 11/06/73 Лестер, De Montfort Hall, Англия
- 12/06/73 Чатем, Central Hall, Англия (2 концерта)
- 13/06/73 Килбёрн, Gaumont, Англия
- 14/06/73 Солсбери, City Hall, Англия
- 15/05/73 Торки, Odeon, Англия (2 концерта)
- 16/06/73 Торки, Town Hall, Англия (2 shows)
- 18/06/73 Бристоль, Colston Hall, Англия (2 концерта)
- 19/06/73 Саутгемптон, Guild Hall, Англия
- 21/06/73 Бирмингем, Town Hall, Англия (2 концерта)
- 22/06/73 Бирмингем, Town Hall, Англия (2 концерта)
- 23/06/73 Бостон, Lincoln, Англия
- 24/05/73 Кройдон, Fairfield Hall, Англия (2 концерта)
- 25/06/73 Оксфорд, New Theatre, Англия (2 концерта)
- 26/06/73 Оксфорд, New Theatre, Англия
- 27/06/73 Донкастер, Top Rank, Англия
- 28/06/73 Бридлингтон, Spa Ballroom, Англия
- 29/06/73 Лидс, Rolarena, Англия
- 30/06/73 Ньюкасл, Civic Hall, Англия (2 концерта)
- 02/07/73 Лондон, Hammersmith Odeon, Англия
- 03/07/73 Лондон, Hammersmith Odeon, Англия (Ziggy Stardust and the Spiders from Mars)[3]

## Список песен
Из альбома Space Oddity
- «Space Oddity»
- «Wild Eyed Boy from Freecloud»
- «Memory of a Free Festival»

Из альбома The Man Who Sold the World
- «The Width of a Circle»
- «The Supermen»

Из альбома Hunky Dory
- «Changes»
- «Oh! You Pretty Things»
- «Life on Mars?»
- «Quicksand»
- «Andy Warhol»
- «Song for Bob Dylan»
- «Queen Bitch»

Из альбома The Rise and Fall of Ziggy Stardust and the Spiders from Mars
- «Five Years»
- «Soul Love» (14/02/73 и 15/02/73)
- «Moonage Daydream»
- «Starman»
- «Lady Stardust»
- «Hang on to Yourself»
- «Ziggy Stardust»
- «Suffragette City»
- «Rock 'N' Roll Suicide»

Из альбома Aladdin Sane
- «Watch That Man»
- «Aladdin Sane»
- «Drive-In Saturday»
- «Panic in Detroit»
- «Cracked Actor»
- «Time»
- «The Prettiest Star»
- «Let’s Spend the Night Together» (из альбома Between the Buttons группы The Rolling Stones, авторы — Мик Джаггер и Кит Ричардс)
- «The Jean Genie»

Из альбома Pin Ups
- «I Can’t Explain» (сингл The Who, автор — Пит Таунсенд)

Прочие песни
- «All the Young Dudes» (из альбома All the Young Dudes группы Mott the Hoople, автор — Дэвид Боуи)
- «Amsterdam» (сторона «Б» сингла Sorrow; из альбома Enregistrement Public à l'Olympia 1964 Жака Бреля, авторы — Жак Брель и Морт Шуман)
- «I Feel Free» (из альбома Fresh Cream группы Cream, авторы -Пит Браун и Джек Брюс)
- «John, I’m Only Dancing» (неальбомный сингл John, I'm Only Dancing)
- «Love Me Do» (часть включена в «The Jean Genie») (из альбома Please Please Me группы The Beatles, авторы — Джон Леннон и Пол Маккартни)
- «My Death» (из альбома La Valse à Mille Temps Жака Бреля, авторы — Жак Брель и Морт Шуман)
- «Round and Round» (автор — Чак Берри)
- «Sweet Jane» (из альбома Loaded группы The Velvet Underground, автор — Лу Рид)
- «This Boy» (из альбома Meet the Beatles! группы The Beatles, авторы — Джон Леннон и Пол Маккартни)
- «Waiting for the Man» (из альбома The Velvet Underground & Nico группы The Velvet Underground и Нико, автор — Лу Рид)
- «White Light/White Heat» (из альбома White Light/White Heat группы The Velvet Underground, автор — Лу Рид)